# بير شيدير سليمان
بير شيدير سليمان (1952 - 15 تشرين الثاني 2021) كان كاتبًا ومعلمًا وبرلمانيًا كرديًا - إيزيدي. وُلد في عام 1952 في بلدة عين سفني في شيخان بالعراق. أنهى دراسته الثانوية في شيخان عام 1970، ثم درس اللغة والأدب الكردي في جامعة بغداد. في عامي 1974 و1975، عمل مترجمًا في إذاعة دهوك كردستان، وفي عام 1977 أصبح مدرسًا للغة الكردية في شيخان.
في عام 1979، انضم إلى اتحاد الكتاب الأكراد، حيث تولى رئاسة الاتحاد بين عامي 1991 و1997 ليكون بذلك أول يزيدي يتولى هذا المنصب. كما كان رئيسًا لتحرير مجلة الاتحاد. ومن عام 1992 إلى عام 1997، شغل منصب رئيس مركز لالش الثقافي، الذي ساهم في تأسيسه في عام 1993، وهدف إلى توثيق وحفظ الثقافة والتاريخ الإيزيدي. وكان بير شيدير أيضًا محررًا لمجلة لالش، التي كانت مملوكة له حتى وفاته.
في عام 2005، أصبح عضوًا في برلمان كردستان ، حيث سعى إلى خدمة مجتمعه وإيصال صوت الإيزيديين.

## وفاته
في 14-15 تشرين الثاني 2021، تعرض بير شيدير لسكتة دماغية في منزله في شيخان، حيث تم نقله إلى مستشفى آزادي في دهوك، لكنه توفي بعد ساعات قليلة نتيجة نوبة قلبية.

## الحياة المهنية
في سبعينيات القرن العشرين، ظهر عدد من الكتاب الإيزيديين الذين شعروا بضرورة التصدي للكتابات الغربية حول دينهم ومعتقداتهم. وأخذوا على عاتقهم مهمة الكتابة عن الإيزيدية بأنفسهم. من بين هؤلاء الكتاب كان بير خضير وخليل جندي، اللذان نشروا معًا في عام 1979 كتابًا بعنوان "إيزدياتي" (في ضوء مخطوطات الإيزيدية)، الذي طبعته المجمع العلمي الكردي. بدأ العمل المشترك بين هذين الكاتبين بعد العام الدراسي 1964-1965، عندما كانا يدرسان في الصف الثامن في ثانوية عين سيفني. كان زملاؤهم في المدرسة ينتمون إلى طبقات دينية مختلطة، تضم المسلمين والمسيحيين والأغلبية الإيزيدية.
يوماً ما، دخل معلمهم إلى الفصل وأمر جميع الطلاب الذين ليس لهم دين بالخروج. خرج سليمان وجندي مع زملائهم المسيحيين، وأحسا بالإهانة العميقة بسبب هذا التصرف. وبما أن المطر كان يهطل، لم يكن هناك مكان يمكنهم اللجوء إليه. بعد ذلك، عاد سليمان وجندي إلى الفصل للاحتجاج على تصريح المعلم الذي وصفهم بعدم وجود دين لهم. خلال المواجهة مع المعلم، طرح عليهم أسئلة لم يكن لديهم إجابات عنها. ومنذ ذلك الحين، بدأ اهتمامهم بالبحث عن ماهية اليزيدية.
أصبح كتاب "إيزدياتي" (في ضوء مخطوطات الإيزيدية) نقطة البداية لدراسة الإيزيدية، وكان أول كتاب يُكتب باللغة الكردية الكورمانجية، وهي اللغة الأم للإيزيديين. ومن خلال هذا الكتاب، تمكن المؤلفان من تصحيح العديد من المفاهيم الخاطئة التي كتبتها المصادر الغربية عن الإيزيديين. الكتاب ضم مجموعة من 22 نصًا دينيًا يتلوها الإيزيديون في العراق.
في عام 1973، نشر بير خضير سلسلة من المقالات لتصحيح المغالطات التي قرأها في كتاب عبد الرزاق الحسني "الإيزيدية" الذي نشر في عام 1968. نُشرِت ثلاثة من هذه المقالات في مجلة "الفولكلور". ولكن عندما حاول نشر المقال الرابع في المجلة، أراه لطفي خوري، رئيس تحرير المجلة، رسالة موجهة إليه من وزارة الإعلام العراقية تمنع نشر المزيد عن الإيزيدية. وبحسب خوري، فقد زارهم الحسني في حالة غضب وقال: "كيف يجرؤ شاب (في إشارة إلى بير خضير) على انتقاد كتاباتي وأنا أعظم مؤرخ في العراق؟". كانت مجلة الفولكلور من أشهر المجلات في العراق التي نشرت عن تراث الأقليات القومية والدينية داخل البلاد. هذا الحظر الذي تعرض له بير خضير دفعه إلى الكتابة والنشر باللغة الكردية من عام 1973 إلى عام 1991. وفي عام 1985، نشر بير خضير كتابه الثاني "جندياتي" في بغداد، والذي تضمن خمسة نصوص دينية أخرى مثل "القول".
بعد أن حقق الأكراد شبه الحكم الذاتي في عام 1991، حصل الإيزيديون على حرية غير مسبوقة في التعبير عن أنفسهم، وأصبح العلماء الإيزيديون أكثر نشاطًا، وتم إنشاء مراكز أبحاث إيزيدية. لعب بير خضير مع زميله خليل جندي دورًا كبيرًا في رفع الوعي الإيزيدي من خلال تأسيس مراكز أبحاث إيزيدية متخصصة في الشؤون الإيزيدية. ترأس بير خضير "مركز لالش" الذي تأسس في العراق، بينما ترأس خليل جندي "مركز الإيزيدية" الذي تأسس في الخارج. كان مركز لالش، الذي تأسس في عام 1993، أول مركز بحثي يركز على الثقافة والتراث الإيزيدي. هدف المركز إلى توضيح حقيقة الإيزيدية وفلسفتها وهويتها وعاداتها وطقوسها. وقد أسهم هذا المركز في توثيق التراث الإيزيدي من خلال إصدار دراسات وأبحاث عن الفلكلور الإيزيدي. نشر المركز مجلته "لالش" باللغات الكردية والعربية والإنجليزية، كما نظم ندوات ومهرجانات ثقافية، وأدى دورًا مهمًا في تقديم الكتب التعليمية عن الإيزيدية التي تم استخدامها في المدارس الابتدائية في مناطق الإيزيديين في إقليم كردستان.
عاد بير خضير إلى الكتابة باللغة العربية بعد عام 1991، وكان ناشطًا من خلال مجلة لالش ومركز لالش الثقافي. ومع ذلك، عاد إلى صمته عندما استولى داعش على سنجار وارتكب إبادة جماعية ضد الإيزيديين. بعد أربعين يومًا من احتلال داعش لسنجار، قام بير خضير بإشعال النار في أعماله المكتوبة باللغة العربية، احتجاجًا على صمت العرب وفشلهم في إدانة الأعمال الإجرامية ضد الإيزيديين. كان هذا الفعل تعبيرًا عن خيبة أمله في عقود من الكتابة باللغة العربية التي لم تنجح في تغيير الصور النمطية عن معتقدات وأصول الإيزيديين.